# Ingham (Queensland)
Ingham – miasto w Australii, w stanie Queensland.